# Areszt Śledczy w Choszcznie

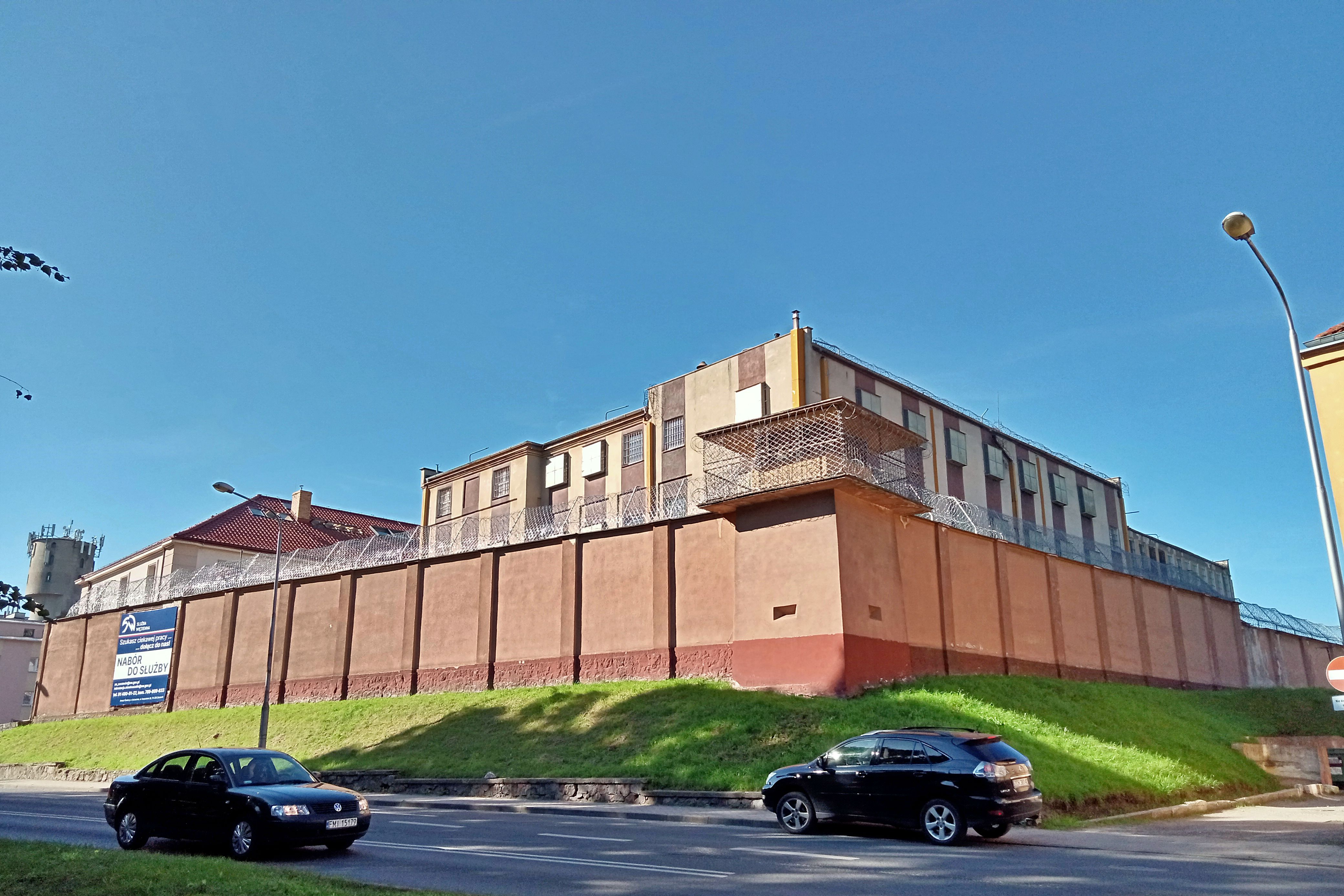
Areszt Śledczy w Choszcznie

Areszt Śledczy w Choszcznie został wybudowany przed II wojną światową przy budynku obecnego Sądu Rejonowego.Jednostkę w Choszcznie utworzono ok. 1946 roku. Początkowo działała przy sądzie grodzkim, a od 1948 r. – jako więzienie karno- śledcze dla mężczyzn przy sądzie powiatowym. W latach 1959–1968 znajdowało się tu więzienie dla kobiet. Na skutek ogłoszonej amnestii w 1968 roku, zakład zlikwidowano. Dwa lata później reaktywowano jednostkę jako zakład karny dla mężczyzn, a w 1977 r. przekształcono w funkcjonujący do 2018 r. Areszt Śledczy. W latach siedemdziesiątych dobudowano budynek administracji, a następnie część łączącą w latach osiemdziesiątych.
Aresztowi Śledczemu podlega Oddział Zewnętrzny który pełni funkcję zakładu karnego półotwartego.
Likwidacja Aresztu Śledczego i Oddziału Zewnętrznego nastąpiła z dniem 31.03.2018 r.

## Lokalizacja
Areszt Śledczy
ul.Wolności 12
73-200 Choszczno
Oddział Zewnętrzny Aresztu Śledczego
ul.Matejki 3
73-200 Choszczno